# Viviane Wade

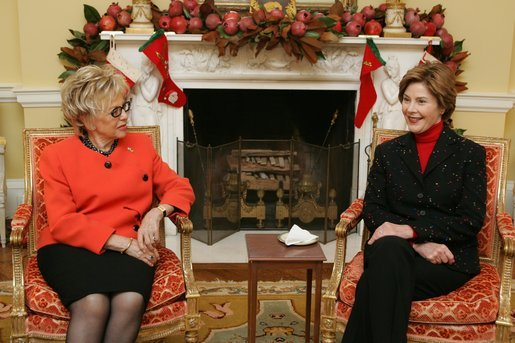
Wade (links) 2004 mit Laura Bush im Weißen Haus

Viviane Wade (* 13. September 1932 in Besançon, Frankreich) ist die Ehefrau von Abdoulaye Wade, dem vormaligen Präsidenten Senegals. Damit war sie von 2000 bis 2012 die Première dame Senegals. 

## Leben
Viviane Wade wuchs in Frankreich als Viviane Vert auf. Ihr Vater war Professor der Geisteswissenschaften und ihre Mutter entstammte einer alten Familie mit Grundbesitz. Während ihres Philosophiestudiums an der Universität in Besançon lernte sie 1952 Abdoulaye Wade kennen, der hier Jura studierte. 1963 heirateten sie und ließen sich gemeinsam in Senegal nieder. Im Oktober 1977 eröffnete sie in Pikine, der schnell wachsenden Vorstadt Dakars, mit wenig Startkapital ein Atelier für Damenmode und Heimtextilien, dessen Erzeugnisse sich sehr gut verkauften, sodass sie bald ein großes Haus mieten und zur Werkstatt umbauen konnte mit zwei oder drei Angestellten. 
Ihr Mann war seit 1974 Oppositionsführer und wurde schließlich 2000 zum Präsidenten des Landes gewählt. Sie haben zwei Kinder, Sohn Karim Wade und Tochter Sindjely Wade. Obwohl ihr Mann Muslim ist, blieb Viviane Wade katholisch.
Viviane Wade wird in den Jahresberichten 2009 bis 2011 als Schirmherrin (Patronin) des African World Heritage Fund (AWHF) erwähnt. Zudem war sie Vorsitzende der 2007 in Dakar abgehaltenen Experten-Konferenz „The Health of African Athlete“. Zu jener Zeit war sie auch Präsidentin der Education Santé-Organisation.
Für ihr soziales Engagement wurde sie von der Universität von Minnesota mit der Ehrendoktorwürde ausgezeichnet.